# Dillianne van den Boogaard
Dillianne van den Boogaard (Veghel, 9 augustus 1974) is een voormalig Nederlands hockeyinternational, die 174 interlands (68 doelpunten) speelde voor de Nederlandse hockeyploeg. Haar specialiteit is strafcorner. Ze nam tweemaal deel aan de Olympische Spelen en won bij beide gelegenheden een bronzen medaille.
Van den Boogaard maakte haar debuut voor Oranje op 3 oktober 1994 in de oefeninterland Duitsland-Nederland (4-3) onder leiding van toenmalig en debuterend bondscoach Tom van 't Hek. Haar laatste optreden voor de nationale ploeg volgde op 21 juli 2002 (Nederland-Australië 2-2) in Rotterdam. Nadien raakte de verdedigster uit de gratie bij bondscoach Marc Lammers, die meende dat zij te traag was.
Van den Boogaard speelde achtereenvolgens voor Geel-Zwart, Hockeyclub 's-Hertogenbosch en Amsterdam.

## Erelijst
- 1995 –  Europees kampioenschap in Amstelveen
- 1996 –  Olympische Spelen in Atlanta
- 1999 –  Champions Trophy in Brisbane
- 1999 –  Europees kampioenschap in Keulen
- 2000 –  Olympische Spelen in Sydney

Dillianne van den Boogaard · 
Mijntje Donners · 
Willemijn Duyster · 
Stella de Heij · 
Noor Holsboer · 
Fleur van de Kieft · 
Nicky Koolen · 
Ellen Kuipers · 
Jeannette Lewin · 
Suzanne Plesman · 
Wietske de Ruiter · 
Florentine Steenberghe · 
Margje Teeuwen · 
Carole Thate · 
Jacqueline Toxopeus · 
Suzan van der Wielen ·
Coach: Tom van 't Hek
Dillianne van den Boogaard · 
Minke Booij · 
Ageeth Boomgaardt · 
Julie Deiters · 
Mijntje Donners · 
Fleur van de Kieft · 
Fatima Moreira de Melo · 
Clarinda Sinnige · 
Hanneke Smabers · 
Minke Smabers · 
Margje Teeuwen · 
Carole Thate · 
Daphne Touw · 
Macha van der Vaart · 
Myrna Veenstra · 
Suzan van der Wielen ·
Coach: Tom van 't Hek